# Пудухепа
Пудухепа (на хетски: Pudu-Ḫepa, Pudu-Kheba) е хетска царица и таванаса, жена на цар Хатушили III. Тя често се определя като „една от най-влиятелните жени на древния Близък изток“. Тя играе важна роля в дипломатическите отношения с Египет и страна в договора от Улми-Тешуб. След смъртта на съпруга ѝ тя много често се меси в съдебни и политически спорове. Тя също така е и жрица и се е занимавала с организацията на хетската религия.